# Aloeides almeida
The Almeida Copper (Aloeides almeida) là một loài bướm thuộc họ Lycaenidae. Loài này có ở Nam Phi, nơi nó được tìm thấy ở West Cape và the Cape Peninsula và the main Cape fold mountains, phía bắc đến Ceres và phía đông along the mountain ranges to the East Cape.
Sải cánh từ 25–29 mm đối với con đực và 28–30 mm đối với con cái. Cá thể trưởng thành mọc cánh từ tháng 9 tới tháng 11 và từ tháng 2 tới tháng 4. Mỗi năm loài này có hai thế hệ.